# Gobius senegambiensis
 Gobius senegambiensis és una espècie de peix de la família dels gòbids i de l'ordre dels perciformes.

## Morfologia
Els mascles poden assolir els 7,3 cm de longitud total.

## Distribució geogràfica
Es troba des del Marroc fins a Angola (Luanda) i les illes del golf de Guinea.